# Serolis arntzi
Serolis arntzi is een pissebed uit de familie Serolidae. De wetenschappelijke naam van de soort is voor het eerst geldig gepubliceerd in 2003 door Brandt.